# تیزیانو فرو
تیزیانو فرو (به لاتین: Tiziano Ferro) متولد ۲۱ فوریه،۱۹۷۹ در لاتینا و از خوانندگان پاپ‌لاتین، ایتالیا می‌باشد. وی که از خوانندگان مشهور در ایتالیا محسوب می‌شود، بیش از هشت میلیون آلبوم در سراسر جهان فروخته است، و برنده‌ی جایزه گرمی لاتین و جایزه موسیقی ام‌تی‌وی اروپا شده است.